# Diaprograpta alfredgodfreyi
Diaprograpta alfredgodfreyi is een spinnensoort in de taxonomische indeling van de spoorspinnen (Miturgidae).
Het dier behoort tot het geslacht Diaprograpta. De wetenschappelijke naam van de soort werd voor het eerst geldig gepubliceerd in 2009 door Raven.